# Sørn and Bernt
Sørn and Bernt är klippor i Sydgeorgien och Sydsandwichöarna (Storbritannien). De ligger i den nordvästra delen av Sydgeorgien och Sydsandwichöarna.
Terrängen runt Sørn and Bernt är kuperad. Havet är nära Sørn and Bernt åt nordväst.  Det finns inga samhällen i närheten. 